# برويسيش أولدندورف
برويسيش اولدندورف (بالألمانية: Preußisch Oldendorf) هي بلدة ألمانية تقع في ألمانيا في Minden-Lübbecke. يقدر عدد سكانها بـ 13,043 نسمة .

## المدن التوأمة
مدينة Sankt Oswald-Möderbrugg هي مدينة توأمة لـبرويسيش اولدندورف.